# Жіноче виборче право

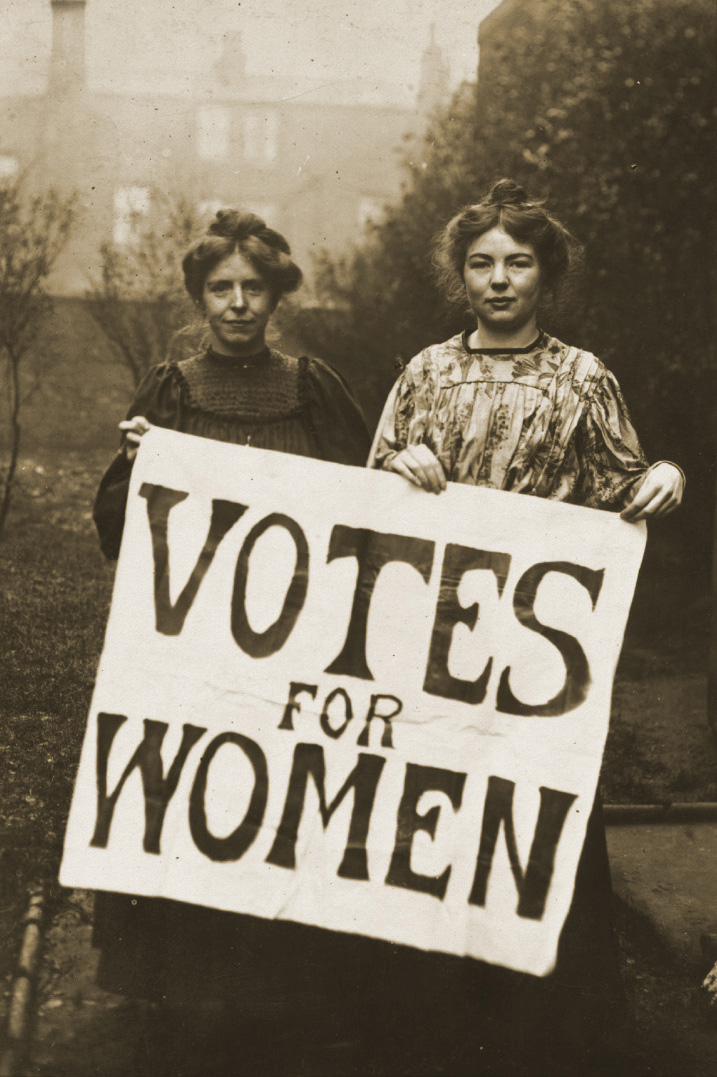
Британські суфражистки Енні Кенні та Кристабель Панкгерст з плакатом "Право голосу жінкам"

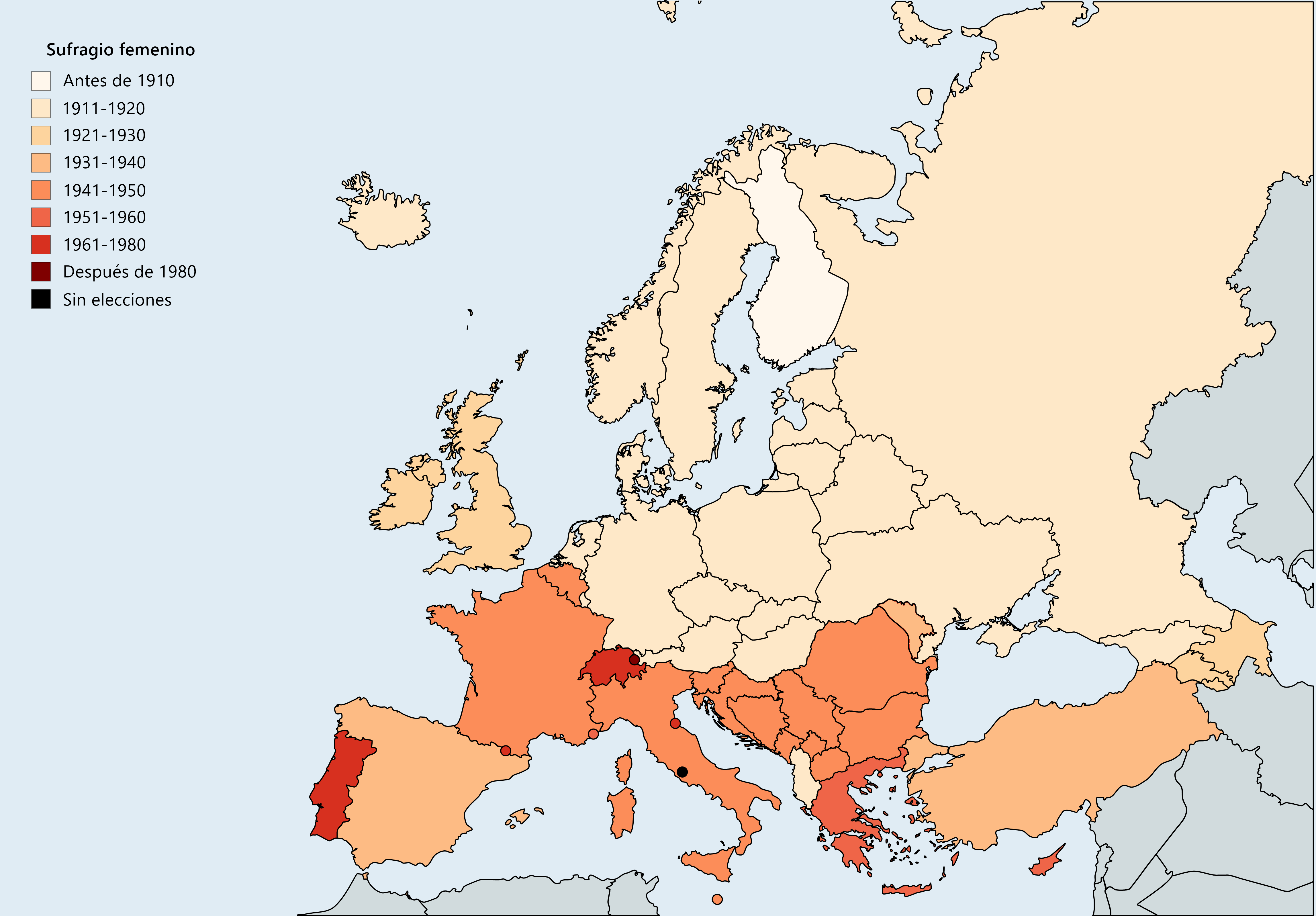
Період здобуття жінками виборчого права у Європі

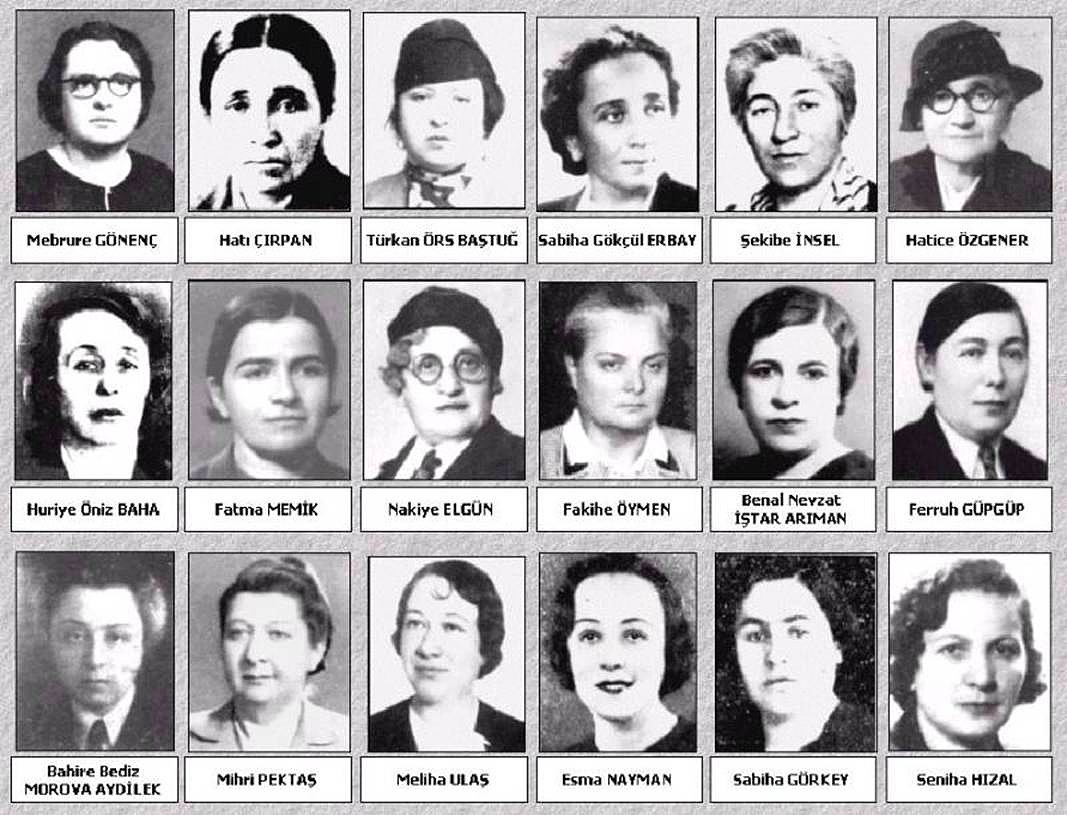
18 жінок обрані до турецького парламенту 1935 року

Виборче право для жінок (англ. Women's suffrage) — право жінок як громадянок нарівні з чоловіками брати участь у виборах до народного представництва. Включає право обирати (пасивне виборче право) та право обиратися (активне). Виборюється з ХІХ століття суфражистками у всіх куточках світу.
До XIX століття право голосу надавалось жінкам локально та, як правило, супроводжувалось додатковими обмеженнями (майновий, шлюбний, освітній, трудовий ценз, становище у родині, суспільстві тощо). У ХІХ столітті суфражистський рух поступово виборював право голосу для жінок у різних країнах. Це призвело до закріплення жіночого виборчого права у міжнародному праві в середині XX століття.
Нині виборче право для жінок, рівне з чоловічим, запроваджене у більшості країн світу. Одними з перших виборче право для жінок впровадили  Нова Зеландія (1893), Австралія (1902) та Велике князівство Фінляндське (1906) (У складі Російської імперії). Одними з останніх — Кувейт (2005), Об'єднані Арабські Емірати (2006) й Саудівська Аравія (2011). Радикальні зміни в галузі виборчого права для жінок очікуються в Саудівській Аравії. Основна проблема полягає в стереотипних уявленнях ролі жінки суспільством країни. У Ватикані жінки досі не мають виборчих прав.
В Україні від відновленняення незалежності жінки на рівних засадах з чоловіками користуються активним та пасивним виборчим правом.

## У міжнародному праві
Право голосу для жінок стало частиною міжнародного права 1948 року, коли країни Організації американських держав прийняли Міжамериканську конвенцію про закріплення політичних прав жінок, а ООН — Загальну декларацію прав людини. Стаття 21 Декларації визначає:
|  | 1. Кожна людина має право брати участь в управлінні своєю країною безпосередньо або опосередковано через вільно обраних представників. 2. Кожна людина має право рівного доступу до державної служби у своїй країні. 3. Воля народу має бути основою влади уряду; така воля має виявлятись у періодичних та нефальсифікованих виборах, що мають проводитись за загального й виборчого права шляхом таємного голосування чи ж опосередковано через інші рівнозначні форми, що забезпечують свободу голосування. |

Жіноче виборче право прямо закріплено в Конвенції про політичні права жінок й у Конвенції про ліквідації всіх форм дискримінації щодо жінок, ухвалених ООН 1952 і 1979 відповідно.

## Країни, що досі обмежують жіноче виборче право

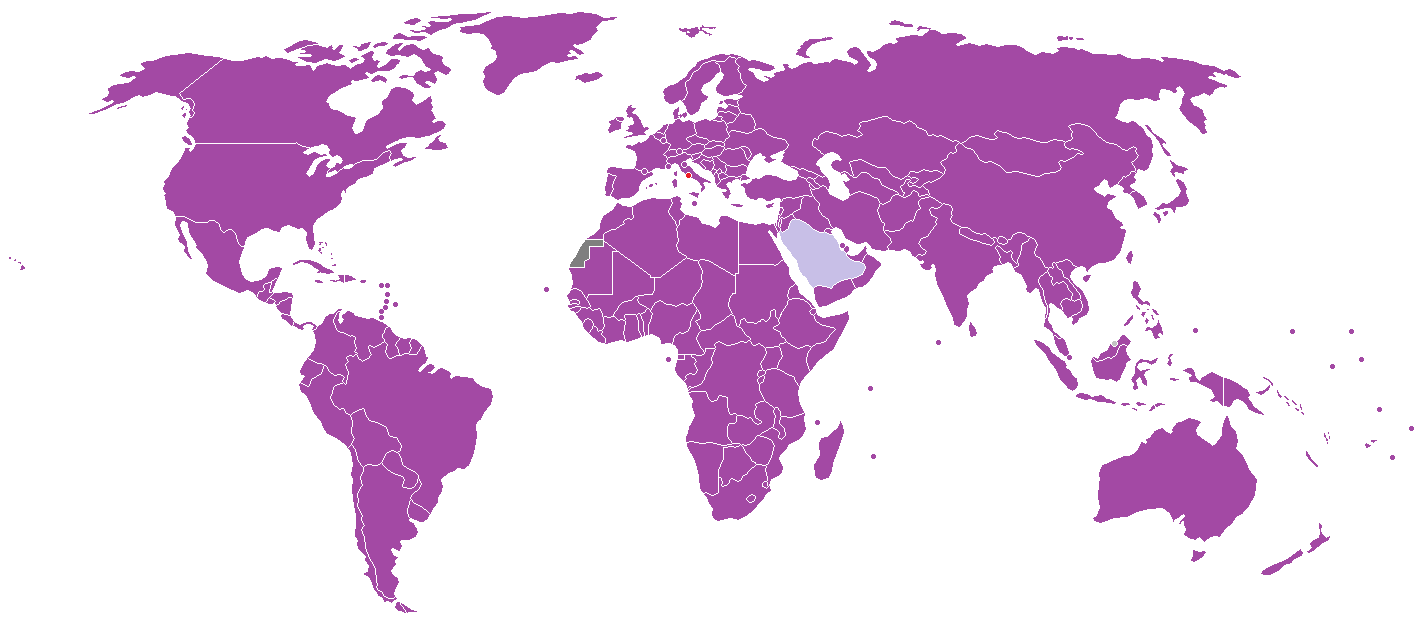
Стан жіночого виборчого права у світі

- Стан жіночого виборчого права у світіБруней — влада в країні зосереджена в руках султана. Вибори до парламенту скасовані, парламентарів призначає султан. Проводяться лише місцеві вибори, жінки мають на них право голосу нарівні з чоловіками з 18 років[11].
- Ліван — жіноче виборче право обмежене: виборчині, на відміну від виборців, мають надати свідоцтво про початкову освіту. Голосування для чоловіків є обов'язковим, для жінок — за бажанням[12].
- Саудівська Аравія — абсолютна монархія. На місцевих виборах жінки теж не мають права голосу. Вперше місцеві вибори в Саудівській Аравії відбулись 2005 року. Жінки в них участі не брали. 2009 року очікувалось запровадження жіночого виборчого права[2], однак змін законодавства поки не відбулось[3][13]. 2011 року було оголошено про дозвіл жінкам брати участь у виборах з 2015 року[4].
- Об'єднані Арабські Емірати — обмежене виборче право для чоловіків і жінок. На виборах 2011 року тільки близько 12% від загального числа громадян (обох статей) отримали право взяти участь у голосуванні[14].
- Ватикан — абсолютна теократична монархія[15], керована Святим Престолом. Сувереном Святого Престолу, в руках якого зосереджено абсолютну законодавчу, виконавчу й судову владу, є папа римський, якого обирають кардинали на довічний термін. Оскільки кардиналом може бути тільки чоловік, жінки не мають виборчого права[16].

## Стан впровадження за країнами
У таблиці наведено дати першого запровадження у країнах та на територіях права жінок обирати народних представників та представниць.
| Країна                           | Рік законодавчого закріплення | Віковий ценз виборчинь | Примітки                                                                                       |
| -------------------------------- | ----------------------------- | ---------------------- | ---------------------------------------------------------------------------------------------- |
| Австралія                        | 1902                          | 18                     |                                                                                                |
| Австрія                          | 1918                          | 16                     |                                                                                                |
| Азербайджан                      | 1918                          | 18                     |                                                                                                |
| Албанія                          | 1920                          | 18                     |                                                                                                |
| Алжир                            | 1962                          | 18                     |                                                                                                |
| Американські Віргінські острови  | немає даних                   | 18                     |                                                                                                |
| Американське Самоа               | 1990                          | 18                     |                                                                                                |
| Ангілья                          | 1951                          | 18                     |                                                                                                |
| Ангола                           | 1975                          | 18                     |                                                                                                |
| Андорра                          | 1970                          | 18                     |                                                                                                |
| Антигуа і Барбуда                | 1951                          | 18                     |                                                                                                |
| Макао                            | немає даних                   | 18                     |                                                                                                |
| Аргентина                        | 1947                          | 18                     |                                                                                                |
| Аруба                            | немає даних                   | 18                     |                                                                                                |
| Афганістан                       | 1963                          | 18                     |                                                                                                |
| Багамські Острови                | 1960                          | 18                     |                                                                                                |
| Бангладеш                        | 1972                          | 18                     |                                                                                                |
| Барбадос                         | 1950                          | 18                     |                                                                                                |
| Бахрейн                          | 2002                          | 18                     |                                                                                                |
| Беліз                            | 1954                          | 18                     |                                                                                                |
| Бельгія                          | 1918/1948                     | 18                     | Запроваджено 1919 року. Скасовано 1933. Відновлено 1948.                                       |
| Бенін                            | 1956                          | 18                     |                                                                                                |
| Бермудські Острови               | 1944                          | 18                     |                                                                                                |
| Білорусь                         | 1919                          | 18                     |                                                                                                |
| Болгарія                         | 1944                          | 18                     |                                                                                                |
| Болівія                          | 1938                          | 18                     |                                                                                                |
| Боснія і Герцеговина             | 1949                          | 18                     |                                                                                                |
| Ботсвана                         | 1965                          | 18                     |                                                                                                |
| Бразилія                         | 1931                          | 16                     |                                                                                                |
| Британські Віргінські Острови    | немає даних                   | 18                     |                                                                                                |
| Бруней                           | 1959                          | 18                     | Голосування проводиться тільки на місцевих виборах                                             |
| Буркіна-Фасо                     | 1958                          | 18                     |                                                                                                |
| Бурунді                          | 1961                          | 18                     |                                                                                                |
| Бутан                            | 1953                          | 18                     |                                                                                                |
| Вануату                          | 1975                          | 18                     |                                                                                                |
| Ватикан                          | немає                         | немає                  | Виборчі права мають тільки кардинали, жінкам заборонено бути кардиналами                       |
| Велика Британія                  | 1918                          | 18                     | До 1928 існували віковий ценз 30 років та інші обмеження                                       |
| Венесуела                        | 1946                          | 18                     |                                                                                                |
| Вірменія                         | 1921                          | 18                     |                                                                                                |
| Волліс і Футуна                  | 2001                          | 18                     |                                                                                                |
| В'єтнам                          | 1946                          | 18                     |                                                                                                |
| Габон                            | 1956                          | 21                     |                                                                                                |
| Гаїті                            | 1950                          | 18                     |                                                                                                |
| Гаяна                            | 1953                          | 18                     |                                                                                                |
| Гамбія                           | 1960                          | 18                     |                                                                                                |
| Гана                             | 1954                          | 18                     |                                                                                                |
| Гватемала                        | 1946                          | 18                     |                                                                                                |
| Гвінея                           | 1958                          | 18                     |                                                                                                |
| Гвінея-Бісау                     | 1977                          | 18                     |                                                                                                |
| Гернсі                           | немає даних                   | 18                     |                                                                                                |
| Гондурас                         | 1955                          | 18                     |                                                                                                |
| Гонконг                          | 1949                          | 18                     |                                                                                                |
| Гренада                          | 1951                          | 18                     |                                                                                                |
| Гренада                          | 1952                          | 18                     |                                                                                                |
| Грузія                           | 1918                          | 18                     |                                                                                                |
| Гуам                             | немає даних                   | 18                     |                                                                                                |
| Гібралтар                        | немає даних                   | 18                     |                                                                                                |
| Гренландія                       | немає даних                   | 18                     |                                                                                                |
| Данія                            | 1915                          | 18                     |                                                                                                |
| ДР Конго                         | 1967                          | 18                     |                                                                                                |
| Джерсі                           | немає даних                   | 16                     |                                                                                                |
| Джибуті                          | 1946                          | 18                     |                                                                                                |
| Домініка                         | 1951                          | 18                     |                                                                                                |
| Домініканська Республіка         | 1942                          | 18                     |                                                                                                |
| Еквадор                          | 1929                          | 18                     |                                                                                                |
| Екваторіальна Гвінея             | 1963                          | 18                     |                                                                                                |
| Еритрея                          | 1993                          | 18                     |                                                                                                |
| Естонія                          | 1919                          | 18                     | Запроваджено 1919 року. Ліквідовано 1934. Відновлено 1940                                      |
| Ефіопія                          | 1955                          | 18                     |                                                                                                |
| Єгипет                           | 1956                          | 18                     |                                                                                                |
| Ємен                             | 1967                          | 18                     |                                                                                                |
| Замбія                           | 1962                          | 18                     |                                                                                                |
| Зімбабве                         | 1957                          | 18                     |                                                                                                |
| Ізраїль                          | 1948                          | 18                     |                                                                                                |
| Індія                            | 1947                          | 18                     |                                                                                                |
| Індонезія                        | 1945                          | 17                     | Одружені жінки мають право голосу незалежно від віку                                           |
| Ірак                             | 1980                          | 18                     |                                                                                                |
| Іран                             | 1963                          | 16                     |                                                                                                |
| Ірландія                         | 1918                          | 18                     |                                                                                                |
| Ісландія                         | 1915                          | 18                     |                                                                                                |
| Іспанія                          | 1931                          | 18                     |                                                                                                |
| Італія                           | 1946                          | 18                     | Голосувати на виборах до сенату можна з 25 років, балотуватись — з 40 (стаття 58 конституції). |
| Йорданія                         | 1974                          | 18                     |                                                                                                |
| Кабо-Верде                       | 1975                          | 18                     |                                                                                                |
| Казахстан                        | 1924                          | 18                     |                                                                                                |
| Кайманові Острови                | немає даних                   | 18                     |                                                                                                |
| Камбоджа                         | 1955                          | 18                     |                                                                                                |
| Камерун                          | 1946                          | 20                     |                                                                                                |
| Канада                           | 1917                          | 18                     |                                                                                                |
| Катар                            | 1997                          | 18                     |                                                                                                |
| Кенія                            | 1963                          | 18                     |                                                                                                |
| Киргизстан                       | 1918                          | 18                     |                                                                                                |
| Кіпр                             | 1960                          | 18                     |                                                                                                |
| Кірибаті                         | 1967                          | 18                     |                                                                                                |
| КНР                              | 1949                          | 18                     |                                                                                                |
| Кокосові острови                 | немає даних                   | 18                     |                                                                                                |
| Колумбія                         | 1954                          | 18                     |                                                                                                |
| Коморські острови                | 1956                          | 18                     |                                                                                                |
| Конго                            | 1963                          | 18                     |                                                                                                |
| КНДР                             | 1946                          | 17                     |                                                                                                |
| Коста-Рика                       | 1949                          | 18                     |                                                                                                |
| Кот д'Івуар                      | 1952                          | 19                     |                                                                                                |
| Куба                             | 1934                          | 16                     |                                                                                                |
| Кувейт                           | 2005                          | 21                     |                                                                                                |
| Лаос                             | 1958                          | 18                     |                                                                                                |
| Латвія                           | 1918                          | 18                     |                                                                                                |
| Ліван                            | 1952                          | 21                     | Жіноче виборче право обмежено освітнім цензом                                                  |
| Лесото                           | 1965                          | 18                     |                                                                                                |
| Литва                            | 1918                          | 18                     |                                                                                                |
| Ліберія                          | 1946                          | 18                     |                                                                                                |
| Лівія                            | 1964                          | 18                     |                                                                                                |
| Ліхтенштейн                      | 1984                          | 18                     |                                                                                                |
| Люксембург                       | 1919                          | 18                     |                                                                                                |
| Маврикій                         | 1956                          | 18                     |                                                                                                |
| Мавританія                       | 1961                          | 18                     |                                                                                                |
| Мадагаскар                       | 1959                          | 18                     |                                                                                                |
| Майотта                          | немає даних                   | 18                     |                                                                                                |
| Північна Македонія               | 1946                          | 18                     |                                                                                                |
| Малаві                           | 1961                          | 18                     |                                                                                                |
| Малайзія                         | 1957                          | 21                     |                                                                                                |
| Мальдіви                         | 1932                          | 21                     |                                                                                                |
| Малі                             | 1956                          | 18                     |                                                                                                |
| Мальта                           | 1947                          | 18                     |                                                                                                |
| Марокко                          | 1963                          | 18                     |                                                                                                |
| Маршаллові Острови               | 1979                          | 18                     |                                                                                                |
| Мексика                          | 1947                          | 18                     |                                                                                                |
| Мікронезія                       | 1979                          | 18                     |                                                                                                |
| Мозамбік                         | 1975                          | 18                     |                                                                                                |
| Молдова                          | 1940                          | 18                     |                                                                                                |
| Монако                           | 1962                          | 18                     |                                                                                                |
| Монголія                         | 1924                          | 18                     |                                                                                                |
| Монтсеррат                       | немає даних                   | 18                     |                                                                                                |
| М'янма                           | 1922                          | 18                     |                                                                                                |
| Намібія                          | 1989                          | 18                     |                                                                                                |
| Науру                            | 1968                          | 20                     |                                                                                                |
| Непал                            | 1951                          | 18                     |                                                                                                |
| Нігер                            | 1948                          | 18                     |                                                                                                |
| Нігерія                          | 1958                          | 18                     |                                                                                                |
| Нідерланди                       | 1919                          | 18                     |                                                                                                |
| Нідерландські Антильські острови | немає даних                   | 18                     |                                                                                                |
| Ніуе                             | немає даних                   | 18                     |                                                                                                |
| Нікарагуа                        | 1955                          | 16                     |                                                                                                |
| Німеччина                        | 1918                          | 18                     | Запроваджено 1919 року. Скасовано 1933. Відновлено 1948.                                       |
| Нова Зеландія                    | 1893                          | 18                     |                                                                                                |
| Нова Каледонія                   | немає даних                   | 18                     |                                                                                                |
| Норвегія                         | 1913                          | 18                     |                                                                                                |
| ОАЕ                              | 2006                          | немає даних            |                                                                                                |
| Оман                             | 2003                          | 21                     |                                                                                                |
| Острів Мен                       | 1881                          | 16                     |                                                                                                |
| Острів Норфолк                   | немає даних                   | 18                     |                                                                                                |
| Острів Святої Єлени              | немає даних                   | немає даних            |                                                                                                |
| Острови Кука                     | 1893                          | 18                     |                                                                                                |
| Острови Піткерн                  | 1838                          | 18                     |                                                                                                |
| Острови Теркс і Кайкос           | немає даних                   | 18                     |                                                                                                |
| Пакистан                         | 1947                          | 18                     |                                                                                                |
| Палау                            | 1979                          | 18                     |                                                                                                |
| Панама                           | 1941                          | 18                     |                                                                                                |
| Папуа Нова Гвінея                | 1964                          | 18                     |                                                                                                |
| Парагвай                         | 1961                          | 18                     |                                                                                                |
| Перу                             | 1955                          | 18                     |                                                                                                |
| Південна Корея                   | 1948                          | 19                     |                                                                                                |
| Південно-Африканська Республіка  | 1930; 1994                    | 18                     | 1930 року виборче право отримали білі жінки, і лише 1994 року — чорні                          |
| Північні Маріанські Острови      | немає даних                   | 18                     |                                                                                                |
| Польща                           | 1918                          | 18                     |                                                                                                |
| Португалія                       | 1931                          | 18                     |                                                                                                |
| Пуерто-Рико                      | 1929                          | 18                     |                                                                                                |
| Республіка Китай                 | 1947                          | 20                     |                                                                                                |
| Росія                            | 1917                          | 18                     |                                                                                                |
| Руанда                           | 1961                          | 18                     |                                                                                                |
| Румунія                          | 1938                          | 18                     |                                                                                                |
| Сальвадор                        | 1939                          | 18                     |                                                                                                |
| Самоа                            | 1990                          | 21                     |                                                                                                |
| Сан-Марино                       | 1959                          | 18                     |                                                                                                |
| Сан-Томе і Принсіпі              | 1975                          | 18                     |                                                                                                |
| Саудівська Аравія                | 2011                          | 21                     |                                                                                                |
| Свазіленд                        | 1968                          | 18                     |                                                                                                |
| Сейшельські острови              | 1948                          | 17                     |                                                                                                |
| Сен-Бартелемі                    | немає даних                   | 18                     |                                                                                                |
| Сенегал                          | 1945                          | 18                     |                                                                                                |
| Сен-Мартін                       | немає даних                   | 18                     |                                                                                                |
| Сен-П'єр і Мікелон               | немає даних                   | 18                     |                                                                                                |
| Сент-Кіттс і Невіс               | 1951                          | 18                     |                                                                                                |
| Сент-Люсія                       | 1924                          | 18                     |                                                                                                |
| Сент-Вінсент і Гренадини         | 1951                          | 18                     |                                                                                                |
| Сербія                           | 1945                          | 18                     |                                                                                                |
| Сирія                            | 1949                          | 18                     |                                                                                                |
| Сінгапур                         | 1947                          | 21                     |                                                                                                |
| Словаччина                       | 1920                          | 18                     |                                                                                                |
| Словенія                         | 1945                          | 18                     | Для тих, хто працює — 16 років                                                                 |
| Соломонові Острови               | 1974                          | 21                     |                                                                                                |
| Сомалі                           | 1956                          | 18                     |                                                                                                |
| США                              | 1920                          | 18                     |                                                                                                |
| Судан                            | 1964                          | 17                     |                                                                                                |
| Суринам                          | 1948                          | 18                     |                                                                                                |
| Східний Тимор                    | немає даних                   | 17                     |                                                                                                |
| Сьєрра-Леоне                     | 1961                          | 18                     |                                                                                                |
| Таджикистан                      | 1924                          | 18                     |                                                                                                |
| Таїланд                          | 1932                          | 18                     |                                                                                                |
| Танзанія                         | 1959                          | 18                     |                                                                                                |
| Того                             | 1945                          | 18                     |                                                                                                |
| Токелау                          | немає даних                   | 21                     |                                                                                                |
| Тонга                            | 1960                          | 21                     |                                                                                                |
| Тринідад і Тобаго                | 1946                          | 18                     |                                                                                                |
| Тувалу                           | 1967                          | 18                     |                                                                                                |
| Туніс                            | 1959                          | 18                     |                                                                                                |
| Туреччина                        | 1930                          | 18                     |                                                                                                |
| Туркменістан                     | 1924                          | 18                     |                                                                                                |
| Уганда                           | 1962                          | 18                     |                                                                                                |
| Угорщина                         | 1918                          | 18                     |                                                                                                |
| Узбекистан                       | 1938                          | 18                     |                                                                                                |
| Україна                          | 1917                          | 20                     |                                                                                                |
| Уругвай                          | 1927                          | 18                     |                                                                                                |
| Фарерські острови                | немає даних                   | 18                     |                                                                                                |
| Фіджі                            | 1963                          | 21                     |                                                                                                |
| Філіппіни                        | 1937                          | 18                     |                                                                                                |
| Фінляндія                        | 1906                          | 18                     |                                                                                                |
| Фолклендські острови             | 1984                          | 18                     |                                                                                                |
| Франція                          | 1944                          | 18                     |                                                                                                |
| Французька Полінезія             | немає даних                   | 18                     |                                                                                                |
| Хорватія                         | 1945                          | 18                     |                                                                                                |
| ЦАР                              | 1986                          | 21                     |                                                                                                |
| Чад                              | 1958                          | 18                     |                                                                                                |
| Чехія                            | 1920                          | 18                     |                                                                                                |
| Чилі                             | 1935                          | 18                     |                                                                                                |
| Чорногорія                       | немає даних                   | 18                     |                                                                                                |
| Швеція                           | 1919                          | 18                     |                                                                                                |
| Швейцарія                        | 1971                          | 18                     |                                                                                                |
| Шрі-Ланка                        | 1931                          | 18                     |                                                                                                |
| Ямайка                           | 1944                          | 18                     |                                                                                                |
| Японія                           | 1945                          | 20                     |                                                                                                |

## Передісторія

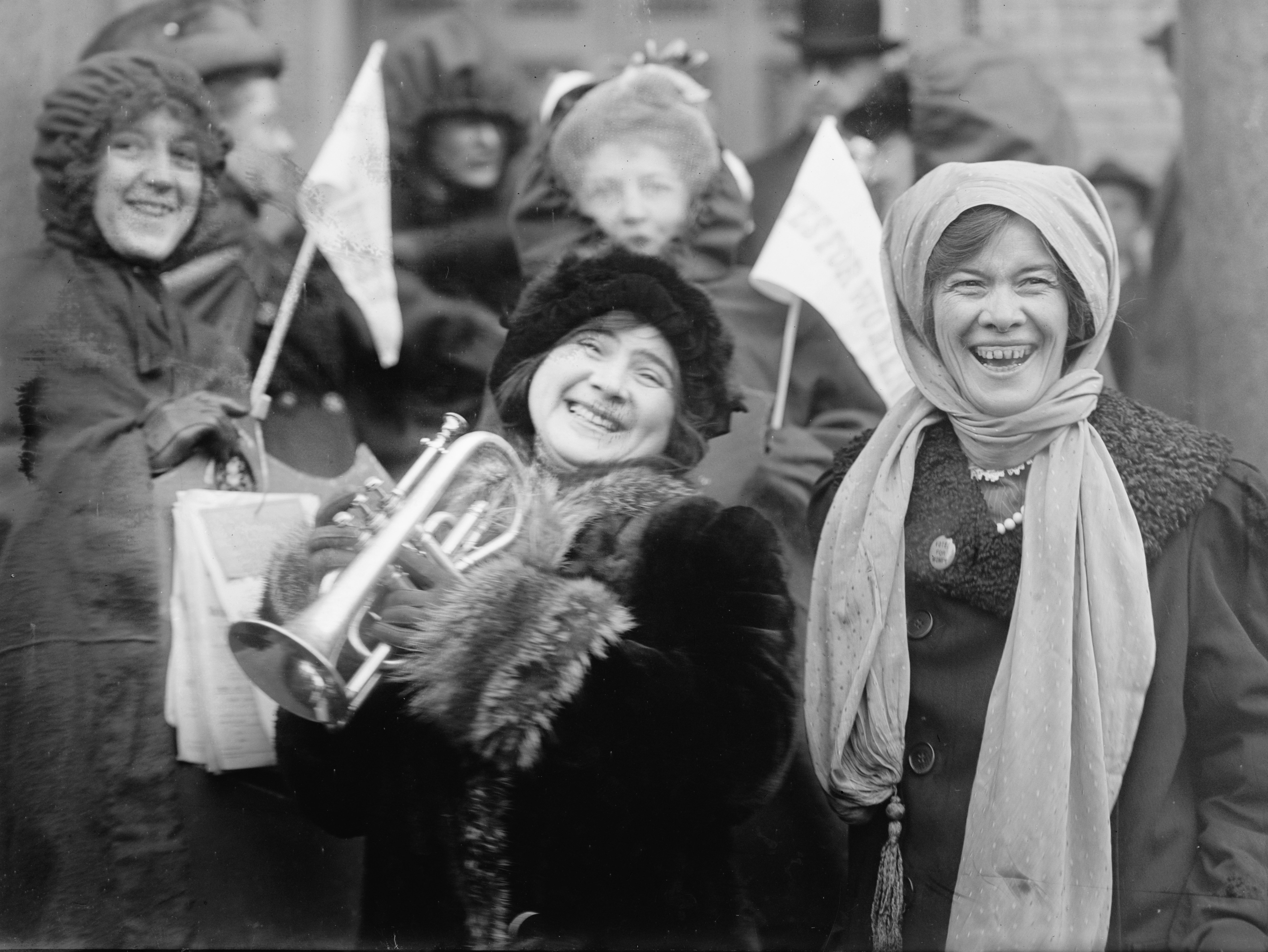
Американські суфражистки на демонстрації. Лютий 1913

Патріархальний устрій більшості суспільств приписував жінкам та чоловікам різні соціальні функції, й, відповідно, надавав їм різні набори прав та обов'язків. Жінки зазвичай перебували у залежності від батька або чоловіка, які суттєво чи повністю переймали їхні майнові та громадянські права, в тому числі право обирати й бути обраними.
У багатьох країнах жінки вибороли право голосу до запровадження загального виборчого права, через що жінки певних рас і соціального положення не мали можливості голосувати.
У середньовічній Франції та деяких інших європейських країнах на міських виборах і зібраннях мали право голосувати глави родин незалежно від статі. Витоки сучасного руху за виборче право для жінок можна виявити у Франції кінця XVIII століття у працях Антуана Кондорсе й Олімпії де Гуж, які боролись за його упровадження в масштабах країни.
З 1718 до 1771 року, за часів Епохи Свободи, у Швеції було запроваджено жіноче виборче право. Воно поширювалось тільки на жінок, які перебували в гільдіях та сплачували податки.
З 1755 року національні збори Корсиканської республіки, відповідно до конституції, обирались усіма жителями та жительками віком від 25 років, у тому числі неодруженими жінками або вдовами. Жіноче виборче право на Корсиці було скасоване, коли Франція анексувала острів 1769 року.
1756 року Лідія Тафт (до шлюбу Чапін) стала першою жінкою, яка отримала право голосу в Америці. Вона користувалась ним принаймні тричі під час міських зборів в Уксбриджі, Массачусетс, за згоди решти виборців. Ці події мали місце в період з 1756 до 1768 року за часів колоніального періоду.
Відповідно до конституції 1776 року штат Нью-Джерсі надав жінкам виборче право нарівні з чоловіками (однак майновий ценз не дозволяв голосувати одруженим жінкам, які не мали власності), де виборцями оголошувались усі жителі без зазначення статі чи раси. Жінки Нью-Джерсі, разом із «чужинцями, кольоровими або чорними», втратили право голосу 1807 року під приводом боротьби з фальсифікацією виборів, після чого голосувати могли тільки білі чоловіки.
1838 року жіноче виборче право було запроваджено на островах Піткерн.
У другій половині XIX століття багато країн, колонії та штати надавали жінкам обмежене виборче право. Початок цьому поклала Південна Австралія 1861 року. Територією, на якій виборче право діє з 1869 року, є штат Вайомінг (США). 1871 Паризька комуна проголосила право голосу для жінок, але після поразки революції його було скасовано та знову відновлено тільки в липні 1944 року Шарлем де Голлем (більша частина Франції, включаючи столицю, в той час була окупована нацистською Німеччиною; Париж було звільнено тільки за місяць).
1881 року про запровадження виборчого права для жінок оголосив Острів Мен.
Тихоокеанська колонія Франсвіль проголосила незалежність 1889 року, ставши першою незалежною державою, де право обирати мали всі громадяни й громадянки, незалежно від статі й кольору шкіри (при цьому обіймати виборні посади могли тільки білі чоловіки). Однак досить скоро територія знову опинилась під управлінням Франції та Великої Британії.
У Новій Зеландії, британській колонії, що мала внутрішнє самоврядування, жінки здобули право обирати (але не обиратись) на початку 1890-х. В результаті кампанії Кейт Шеппард виборче право для жінок у країні було запроваджене лише за кілька тижнів до загальних виборів 1893 року. Завдяки цьому Нова Зеландія стала першою з нині існуючих держав, де жінки мали рівні з чоловіками виборчі права.
Колонія Південна Австралія, яка теж мала внутрішнє самоврядування, надала жінкам право обирати й бути обраними до колоніального парламенту в 1895 році. Австралійський Союз поширив право на всю федеративну державу 1902 року (за винятком корінних австралійок).
1906 року виборче право для жінок досягло континентальної Європи. Першою країною, де було затверджено права жінок, стало Велике князівство Фінляндське, яке на той момент входило до складу Російської імперії. Адміністративна реформа, що відбулась після повстання 1905 року, надала фінським жінкам право голосу та право бути обраними. Перші у світі жінки, обрані до парламенту, також з'явились у Фінляндії: 19 жінок отримали місця в сеймі в результаті виборів 1907 року.
У роки перед Першою світовою війною жіноче виборче право запровадили Норвегія (1913) та Данія, також воно поширювалось на решту штатів Австралії. Незадовго до завершення війни жінки отримали право голосу в Канаді, Росії, Німеччині, Польщі, Азербайджані. Британські жінки віком від 30 років були допущені до виборів 1918 року, голландські — 1919. Американські жінки, у тих штатах, де раніше не мали права голосувати, отримали його 1920 року. Жінки Туреччини отримали право голосу 1926 року. 1928 на території Британської імперії жінки зрівняні у виборчому праві з чоловіками, отримавши можливість голосувати з 21 року. Однією з останніх держав, де виборче право стало доступним для жінок, був Бутан 2008 року.

## Суфражизм: боротьба за жіноче виборче право

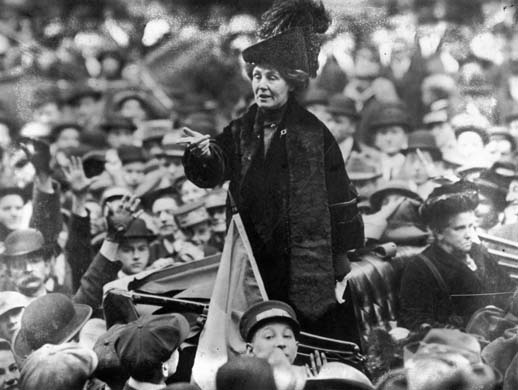
Продавши свій будинок, англійська активістка Еммелін Панкгерст їздила з виступами Британією та США. Одну з найвідоміших промов, «Свобода чи смерть», вона виголосила в Коннектикуті 1913 року

За жіноче виборче право масово боролись жінки, а також деякі чоловіки найрізноманітніших поглядів.
Учасниці руху, особливо у Британії, умовно ділились на суфражисток (англ. suffragist), які прагнули до змін конституційним шляхом, і більш спрямованих на фізичні протести та акції суфражеток (англ. suffragette) на чолі з Еммелін Панкгерст, яка створила 1903 року Жіночий соціально-політичний союз, що практикував радикальніші акції (голодування, протести, блокування транспорту).
Крім виборчих, суфражистський рух домагався розширення й інших прав жінок: на володіння майном (наприклад, власною спадщиною, доступ до якої мали зазвичай чоловік або батько, але не власниця) та можливість розпоряджатися своїми коштами, право опіки над власними дітьми (які вважалися власністю чоловіка), можливості здобувати освіту, працевлаштовуватися та вільно подорожувати.
Гендерні та інші стереотипи того часу частина суфражисток використовували як аргумент. Так, уявлення, ніби жінки від природи є кращими, ніжнішими та занепокоєнішими становищем незахищених верств суспільства, особливо дітей, тому участь жінок у виборах мала призвести до цивілізованішої політики та, зокрема, допомогти контролювати обіг алкоголю. Стереотипом про основне завдання жінки (обслуговування родини) обґрунтовували потребу жінок впливати на закони, що стосуються їх дому.
Інші ж суфражистки вказували, що жінки мають бути цілковито рівними з чоловіками, й такого поняття, як «природне призначення жінки», не існує.
Розходилися й погляди на право голосу для інших категорій людей. Одні вважали, що всі повнолітні, незалежно від майна, статі й раси, мають право голосувати; інші, що жіноче виборче право має скасувати право голосу для бідних і чоловіків з кольором шкіри, відмінним від білого.

## Історія здобуття за країнами

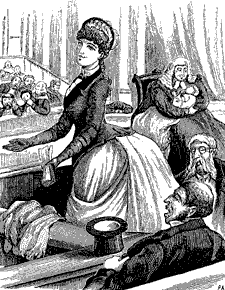
Австралійська сатира на карикатурі 1887 року в Melbourne Punch зображує членкиню парламенту, яка виголошує промову, поки за її дитиною доглядає спікер

### Європа

#### Болгарія
Спеціальних обмежень для громадянок Болгарії на участь у виборах не існувало, однак традиції країни передбачали, що повноправними громадянами є тільки чоловіки. Подолати патріархальний устрій суспільства не вдавалось до 1937 року, коли жінки вперше змогли голосувати на місцевих виборах, однак це право отримали лише «матері, які перебувають у шлюбі». 1938 виборчі права жінок було розширено на парламентські вибори, а до голосування допускались практично всі повнолітні: «одружені, вдови й розлучені». При цьому право жінок залишалось лише пасивним: їм не дозволялось самим брати участь у виборах як кандидаткам. Жінки отримали рівні права з чоловіками та всі виборчі права тільки 1944 року, після скидання про-німецького уряду.

#### Велика Британія

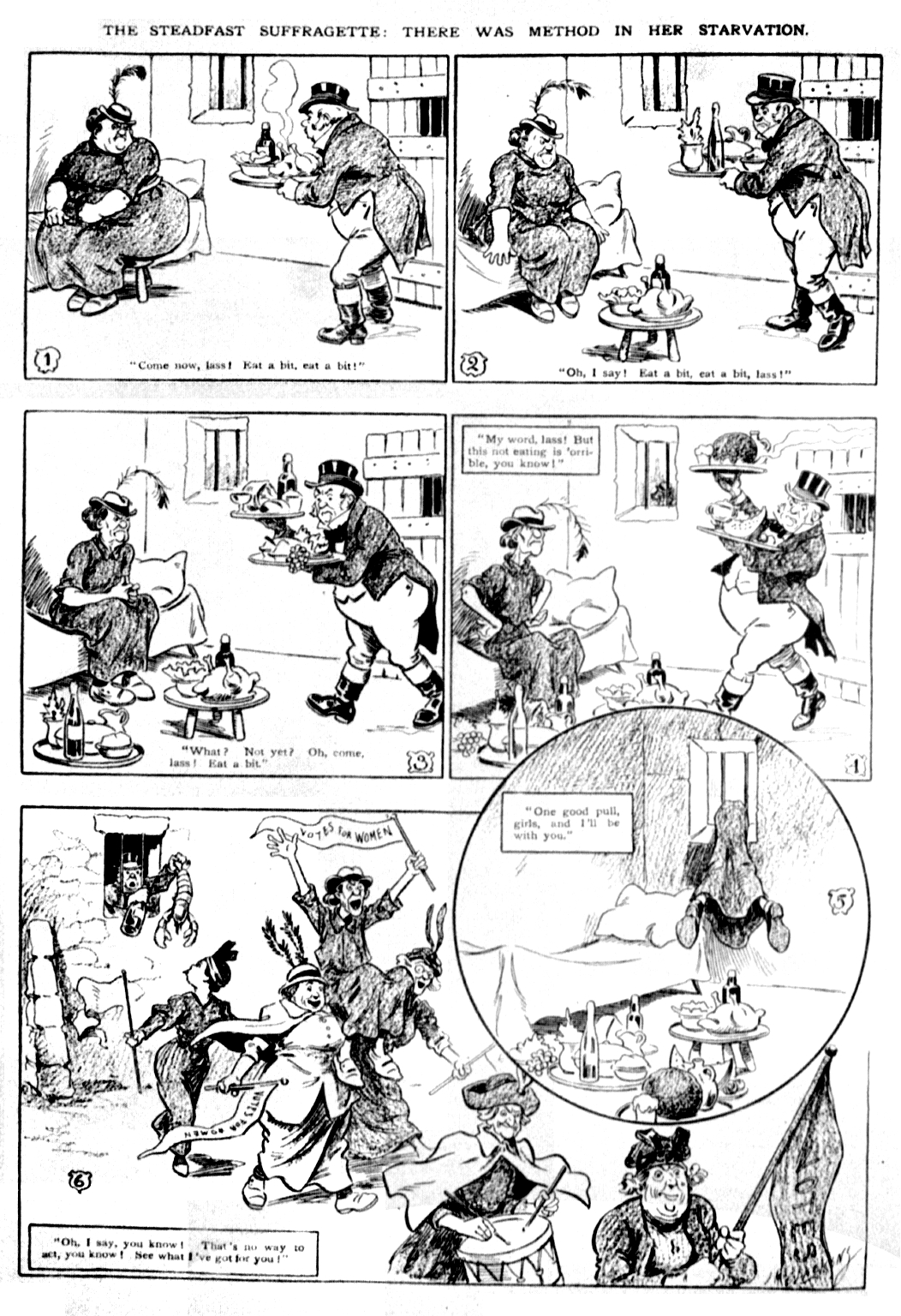
Англійська карикатура на голодування ув'язнених суфражисток: гладка суфражистка відмовляється від їжі, яку їй приніс Джон Булль. Після схуднення вона пролізає між прутами ґрат

Британський суфражизм набрав сили в першій половині XIX століття, коли жінки різко наростили свою політичну активність, зокрема, під час кампанії за реформу виборчого права у Великій Британії. Джон Стюарт Мілль, обраний до парламенту 1865 року, відкрито підтримував право голосу для жінок (невдовзі вийшла його з Гаррієт Тейлор праця «Поневолення жінок»), виступав за внесення до Народної Хартії виборчого права для жінок. Після неодноразового провалу суто чоловічого парламенту консерваторів проблема стала очевидною.
У другій половині XIX ст. сформувалося кілька груп з лобіювання інтересів жінок у парламенті. 1897 року 17 організацій об'єднались у Національний союз жіночих товариств (NUWSS). Союз організовував зустрічі, надсилав листи політикам і публікував різні матеріали. 1907 року Союз організував першу масову ходу, що увійшла в історію як Марш бруду, оскільки понад 3000 жінок йшли в холод розбитими вулицями Лондона від Гайд-парку до Ексетер-Голлу.
1903 року від Національного союзу жіночих товариств відкололось кілька організацій, що об'єдналися під началом Еммелін Панкгерст у Суспільно-політичний союз жінок (WSPU). Оскільки національні ЗМІ втратили інтерес до руху, новоутворений союз вирішив діяти більш радикальними методами. Нову тактику вперше було застосовано 1905 року під час виступу сера Едварда Ґрея, члена щойно створеного ліберального уряду. Під час його промови дві активістки постійно вигукували «Чи надасть ліберальний уряд право голосу жінкам?». Після відмови припинити викликали поліцію. Суфражетки (як їх називали газети після інциденту) чинили опір та були заарештовані й звинувачені в нападі. За відмову сплатити штраф активісток ув'язнили. Шоковане британське суспільство звернуло увагу на новий спосіб боротьби за права жінок.
Після інформаційного успіху WSPU почав усе частіше вдаватись до радикальніших дій. 1908 року суфражетки спробували увірватись до Палати громад, підпалили будинок Девіда Ллойда Джорджа. 1909 року за ґрати потрапила леді Констанс Літтон, але її швидко звільнили після встановлення особи. Тоді Літтон почала вдавати швачку Джейн Вортон та зазнала нелюдського поводження у вигляді примусового харчування. 1913 під час Епсомського Дербі Емілі Девісон на знак протесту вибігла перед конем короля Георга V; потрапивши під копита, зазнала важких травм і померла за чотири дні (цю подію зображено у фільмі Суфражистка).
Під час Першої світової війни WSPU тимчасово перервав проведення акцій, учасниці Союзу сфокусувались на допомозі країні. NUWSS, у свою чергу, заявив про припинення політичної боротьби, хоч таємно продовжував лобіювати інтереси жінок. 1918 року, після завершення війни, парламент ухвалив закон, що відкривав доступ до виборів жінкам віком понад 30 років, які є главою родини чи перебувають у шлюбі з главою родини, або тим, хто закінчили університет. До 1928 року, коли було ухвалено Закон про народне представництво, жінки Великої Британії отримали рівні виборчі права з чоловіками.
1999 року журнал «Time», називаючи Еммелін Панкгерст однією зі ста найвпливовіших постатей XX століття, писав:
|  | ...Вона сформувала світогляд жінок нашого часу; вона розворушила суспільство, змінивши його назавжди |

#### Німеччина

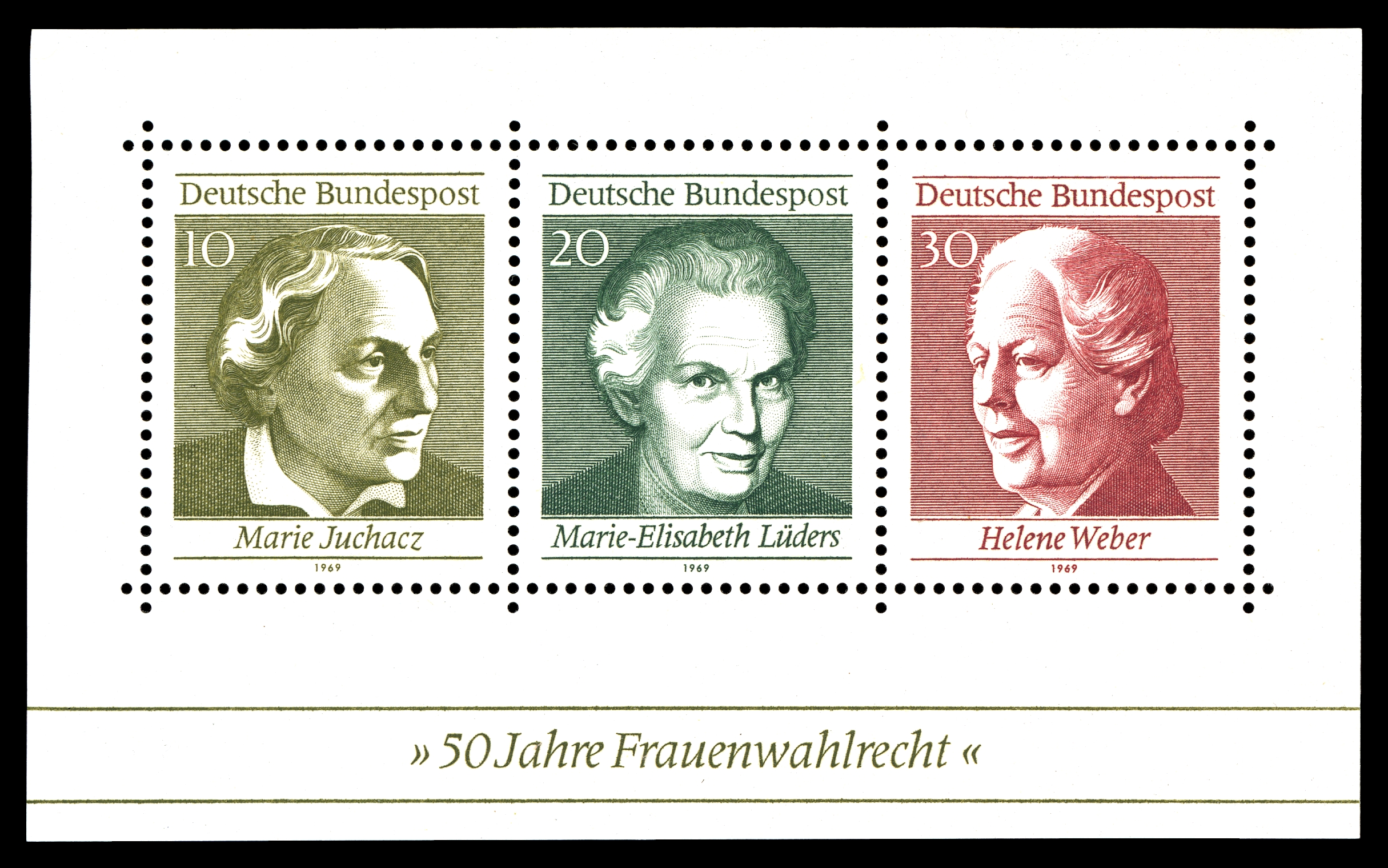
Поштова марка на честь 50-річчя жіночого виборчого права у Німеччині (1969)

Юридичних підстав усувати жінок від виборів у Німеччині не існувало. Вперше питання про законодавче закріплення усталеної практики було піднято 1848 року, однак рішення не прийняли через те, що роль жінки вважалась очевидною. Питання про виборче право для жінок вперше сягнуло рейхстагу Німецької імперії 1891 року.
Громадянки Німеччини отримали право голосу на виборах до Національних зборів 30 листопада 1918 року та вперше скористались ним на загальних виборах наступного року. Однак тривалий час, до 1926 року, на виборах у Веймарській республіці використовувались два види бюлетенів: окремо для чоловіків і жінок. З приходом до влади націонал-соціалістів жіноче виборче право було скасоване 1933 року. Відновлені у правах жінки лише 1948 року в Західній Німеччині, а 1949 — в НДР.

#### Греція
Перші публічні вимоги гречанками права голосу належать до кінця XIX століття: у 1887–1988 роках лозунг «Право голосу для жінок» прозвучав зі сторінок газети Ladies Newspaper. 1921 прем'єр-міністр Дімітріос Гунаріс запропонував Національним зборам надати жінкам виборче право, але пропозиція не зустріла розуміння. 1924 року Національні збори ухвалили рішення надати жінкам право голосу на місцевих виборах, передбачивши, однак, п'ятирічну відстрочку.
Муніципальні вибори 11 лютого 1934 року стали першими, на яких до голосування допускалися жінки. Однак право голосу отримали тільки писемні жінки віком від 30 років. 28 травня 1952 року виборче право було поширено на всіх дорослих жінок Греції, які вперше узяли участь у парламентських виборах 19 лютого 1956 року.
1975 року рівноправ'я чоловіків і жінок було вперше закріплено в конституції Греції.

#### Данія
1886 року питання щодо надання жінкам виборчого права було вперше поставлено в парламенті Данії. На розгляд висувався закон, за яким жінки могли голосувати на виборах до міської ради Копенгагена. Спроба виявилась невдалою: законопроєкт відхилили на попередньому читанні. Надалі, допоки більшість у нижній палаті парламенту зберігали ліберали, нові законопроєкти про жіноче виборче право схвалювались, але відкидались верхньою палатою. Зрештою, 1908 року обидві палати парламенту підтримали виборче право для жінок на місцевих виборах.
20 квітня 1909 року жінки Данії голосували на муніципальних виборах. На державному рівні рівноправ'я не вдавалось установити до прийняття нової конституції 1915 року. Після набуття чинності новим законом жінки взяли участь у виборах до риксдага 5 червня 1915 року.

#### Іспанія
У баскській провінції Біская жінки, які сплатили особливий виборчий податок, отримували право обирати й бути обраними до самої ліквідації баскської автономії.
Виборче право жінок офіційно запроваджене 1931 року за опозиції Маргарити Нелкен і Вікторії Кент, двох парламентарок, які стверджували, що іспанки надто наївні та неосвічені, щоб голосувати відповідально, а це може поставити під загрозу існування Другої республіки. За режиму Франциско Франко до референдумів (парламентських виборів не існувало, оскільки в країні була встановлена диктатура) допускались тільки жінки, які вважались главами родин. З 1976 року, під час переходу Іспанії до демократії, всі жінки отримали право обирати й бути обраними. Перші парламентські вибори за їхньої участі відбулись 1977.

#### Нідерланди
Вперше питання про виборчі права жінок було офіційно поставлено 1882 року. Лікарка та феміністка Алетта Якобс надіслала листа бургомістру Амстердама, вимагаючи пояснити, чому її не допустили до виборів. З'ясувалось, що, хоч у законі не було прямого зазначення, до виборів допускались тільки чоловіки, це відбувалось за замовчуванням. Надалі в закон внесли поправку, яка закріпила дискримінаційну норму.
За жіноче виборче право в Нідерландах боролась асоціація «Vereniging voor Vrouwenkiesrecht» (Women's Suffrage Association), створена 1894 року. 1917 голландки отримали право брати участь у національних виборах, що привело до перемоги на парламентських виборах 1918 року Сюзі Греневег від Соціал-демократичної робітничої партії. Проте соціалісти, які боролись за загальне право голосу, зустріли різке неприйняття з боку суфражисток, які представляли забезпечені класи: каменем спотикання стало право голосу жінок з найнижчих шарів суспільства. Зрештою, сторони знайшли компроміс, і 15 травня 1919 року було ухвалено новий закон, що зняв усі обмеження на участь жінок у виборах. Скористатись таким правом жінки змогли на загальних виборах 1922.

#### Норвегія
Активна боротьба за жіноче право голосу почалась у Норвегії на початку 1880-х. 1885 року створена жіноча асоціація, зусилля якої призвели до того, що Норвегія стала першою суверенною країною, де жінки отримали право голосу, рівне з чоловіками.
Норвежки середнього класу (що мали певний рівень прибутку) вперше отримали право голосу 1907 року. Загальне жіноче виборче право запроваджувалось на місцевих виборах з 1910 року, а 11 червня 1913 парламент одноголосно ухвалив закон, що надавав жінкам право голосу на парламентських виборах.

#### Польща
Жіночий рух у Польщі мав національно-визвольний характер: за переконанням його учасниць, шлях до рівноправ'я пролягав через набуття країною незалежності, а доти інтереси жінок бачились другорядними. Радикальні форми жіночої активності поширені не були. Окрім того, католицька церква, яка проповідувала стереотипну поведінку жінок, також знижувала жіночу активність. Після революції 1905 року в Польщі різко зросла політична активність. 1907 було створено Союз рівноправ'я польських жінок, програмою якого стала вимога виборчого права для всіх, без розрізнення статі, національності та релігії.
Жіноче виборче право з'явилось у Польщі одразу після набуття незалежності від Росії 1917 року. 1919 Роза Померанц-Мельтцер стала першою жінкою, обраною до Сейму від Сіоністської партії.

#### Португалія
Кароліна Беатріз Ангело стала першою португалкою, яка отримала право голосу. 1911 року вона домоглась права голосувати на виборах до парламенту Першої Португальської республіки, довівши, що є главою родини. Згодом чинний закон було змінено, щоб явно допустити до участі у виборах тільки глав родин чоловічої статі. 1931 року за режиму Нової держави було вперше запроваджено жіноче виборче право, але тільки для осіб, які закінчили старшу школу чи університет, натомість чоловікам достатньо було вміти читати й писати. 1946 новий закон про вибори розширив права жінок, але все ще утискав їх у порівнянні з чоловіками. Закон 1968 року проголошував рівні політичні права для чоловіків і жінок, але у виборчому праві чоловіки мали деякі переваги. Після Революції гвоздик 1974 року жінки отримали виборчі права, рівні з чоловіками.

#### Росія
У Росії жінки отримали виборче право навесні 1917 року. Його здобуття стало результатом діяльності російського феміністичного руху, що чинив тиск на політиків. Спочатку Тимчасовий уряд і Ради депутатів трудящих вважали вимоги жінок несвоєчасними й неактуальними та відмовились їх підтримувати. Утім 40-тисячна демонстрація жінок 19 березня 1917 року в Петрограді під лозунгами «Вільна жінка у вільній Росії!», «Без участі жінок виборче право не є загальним!», «Місце жінки — в Установчих зборах!», мітинг учасниць демонстрації біля Таврійського палацу, в якому довелось взяти участь голові Державної Думи Михайлові Родзянку та голові Ради робітничих і селянських депутатів Миколі Чхеїдзе, розгорнута в пресі, перемовини представниць жіночих організацій Петрограда й Москви з міністром-головою Тимчасового уряду князем Георгієм Львовим призвели до результату. 15 квітня 1917 року Тимчасовий уряд ухвалив постанову «Про здійснення виборів гласних міських дум, про дільничні міські управління», відповідно до якої виборчі права надавались усім громадянам, яким виповнилось 20, без розрізнення національності й віросповідання. 20 червня 1917 Тимчасовий уряд ухвалив положення про вибори до Установчих зборів, вищого законодавчого органу держави, яке набрало чинності з 11 вересня того ж року. Положення передбачало «загальне виборче право без розрізнення статі».
Навесні 1918 року відбулись вибори до міських дум, в яких жінки змогли взяти повноправну участь. Вже у квітні до Вологодської міської думи було обрано двох жінок-гласних.
Після Жовтневого перевороту в Радянській Росії було прийнято конституцію, яка закріпила юридичне рівноправ'я жінок з чоловіками.

#### Фінляндія
Жіночий рух став частиною загальної боротьби за ліберальні перетворення в країні, які включали право голосу не тільки для жінок, але й для більшості населення (на межі XIX та XX століть право голосу мали тільки 8% фінів). Після загального страйку 1905 року Фінляндія отримала широку автономію, а 1906 заснувала однопалатний парламент, надавши чоловікам і жінкам рівні права обирати й бути обраними. В парламенті першого скликання 19 місць посіли жінки. Однак участь жінок у місцевих виборах залишалась неможливою до самого проголошення незалежної Фінляндської республіки 1917 року.

#### Франція
Організований жіночий рух виник у Франції під час Великої французької революції. Жінки брали активну участь у революційних виступах, створювали власні організації й випускали журнал, присвячений боротьбі за рівність. 1791 року Національним зборам було надано Декларацію прав жінки та громадянки, підготовану Олімпією де Гуж. Вона вимагала визнання повного соціального та політичного рівноправ'я жінки. Однак ідею було відкинуто, а наприкінці 1793 року припинено діяльність жіночих організацій. Рух відроджено в середині XIX століття, а 1882 року заснована Французька ліга прав жінок. Активістка Юбертіна Оклер 1881 року заснувала La Citoyenne — щомісячну газету, яка пропагувала ідею надання жінкам виборчих прав.
Француженки стали повноправними учасницями виборів 21 квітня 1944 року за постановою Тимчасового уряду. Першими виборами, в яких жінки змогли взяти участь нарівні з чоловіками, стали муніципальні вибори 29 квітня й парламентські вибори 21 жовтня 1945 року. Корінні мусульманки Французького Алжиру отримали право голосу тільки за декретом від 3 липня 1958 року.

#### Швейцарія
Референдум про жіноче виборче право було проведено у Швейцарії 1 лютого 1959 року. Більшість швейцарців проголосували проти, хоч у деяких кантонах жінки мали підтримку. До 1971 року Швейцарія залишалась останньою західною республікою, де жінки не мали права голосу (в Ліхтенштейні, який є конституційною монархією, жіноче виборче право було запроваджене тільки 1984 року). У деяких кантонах жінки не мали права голосу на місцевих виборах і після 1971 року. Останнім кантоном, що зрівняв жінок у правах з чоловіками, 1991 року став Аппенцелль-Іннерроден.

#### Швеція
У політичному житті Швеції жінки первинно відігравали помітну роль. Під час Епохи Свободи (1718–1771) жінки, які були членкинями гільдій та сплачували податки, мали право голосу. З 1726 до 1742 року вони брали участь у 30% всіх виборів. З 1743 року нова система оподаткування зробила участь жінок у виборах ще більш частою.
Іноді за жінок голосували чоловіки, які їх представляли, що було одним з аргументів проти жіночого виборчого права. 1758 року жінки втратили право голосу на міських та місцевих виборах, їм дозволялось брати участь лише у парламентських виборах. 1771, із прийняттям нової конституції, жінки цілковито втратили право голосу.
1862 року вдовам і неодруженим жінкам, які сплачували податки, знову дозволили голосувати на місцевих виборах. 1906 пропозиція запровадити жіноче виборче право на парламентських виборах було відхилена парламентом. Однак того ж року право голосу на муніципальних виборах отримали одружені жінки, що раніше виключалось через їхню підпорядкованість чоловікам. 1909 року жінки отримали право обиратись до муніципальних рад, а на виборах 1910–1911 років 40 жінок отримали місця в місцевих органах влади. Однією з найвідоміших політикинь того часу була Олівія Нордгрен.
Національні вибори залишались закритими для жінок до 1919 року. Перше голосування, до якого було допущено жінок, відбулось 1921 року, після 150-річної перерви.
Кілька жінок посідали важливі пости ще до 1919 року, наприклад, Ката Дальстрем, перша жінка, яка очолила Соціал-демократичний комітет (1900), та Анна Стеркі, голова Жіночої профспілки (1902–1907).
За результатами виборів 1921 року жінки, серед яких була Керстін Хесселгрен, отримали місця у шведському парламенті. Після виборів 1998 жінки отримали 43% місць у парламенті, що вивело Швецію на перше місце у світі за цим показником.

### Азія

#### Азербайджан
Після проголошення 28 травня 1918 року Азербайджанської Демократичної Республіки в країні за найкоротший термін було проведено глибинні демократичні перетворення, складовою частиною яких стало надання жінкам права обирати й бути обраними. Закон про надання жінкам виборчого права було прийнято Національною радою за день до висадки в Баку британських військ під командуванням генерала Вільяма Томсона. Азербайджанки першими в ісламському світі отримали право голосу й навіть випередили у цьому більшість європейок та американок.

#### Індонезія
У першій половині XX століття Голландська Ост-Індія була однією з територій, де рух за жіноче виборче право не мав широкої підтримки. Боротьба почалась 1905 року, коли в муніципальних радах з'явились жінки, обрані за деякими округами. Право голосу мали тільки писемні чоловіки, через що більшість неєвропейців у виборах участі не брали: на той час писемними були тільки 11% чоловіків і 2% жінок. Найбільш значущою організацією, що вимагала від уряду запровадження жіночого виборчого права, була Dutch Vereeninging voor Vrouwenkiesrecht (VVV-Women's Suffrage Association), створена 1894 року в Голландії. Учасниці групи намагались залучити до своїх лав індонезійок, але через невміння працювати з масами зазнали невдачі. 1918 року в колонії з'явився національний представницький орган Фольксраад, проте на виборах до нього жінкам право голосу надано не було. 1935 року колоніальна адміністрація використала свою владу, щоб допустити в парламент європейок. 1938 адміністрація запровадила право голосу для жінок на міських виборах, в результаті чого європейки та індонезійки увійшли до складу муніципальних рад. В остаточному варіанті закону були згадані лише європейки й тільки муніципальні ради, що виключило з виборів решту жінок та місцеві ради. У вересні 1941 року Фольксраад провів поправку до закону, яка надала виборче право всім жінкам незалежно від раси. Зрештою, у листопаді 1941 жінки отримали право голосу на муніципальних виборах нарівні з чоловіками (що передбачало майновий та освітній ценз). А вже у березні 1942 року Голландська Ост-Індія була окупована Японією.
1945 року була проголошена Республіка Індонезія. 1947 року президент Сукарно видав декрет, що проголосив рівність чоловіків і жінок, яку у подальшому було закріплено конституцією. 1961 року Індонезія ратифікувала відповідну конвенцію ООН. Однак водночас Сукарно відзначав, що жінки мали завжди перебувати під опікою чоловіків. Практично це призвело до того, що до закінчення правління Сукарно лише кілька жінок змогли домогтись високого становища у державній ієрархії країни.

#### Кувейт
Жіноче виборче право в Кувейті було запроваджено поправкою до закону про вибори від 17 травня 2005 року. Одним з головних заперечень консервативних парламентарів була дискримінуюча вимога ісламу, щоб на чолі нації стояв чоловік, а значить, жінки не мали обиратись до законодавчих органів. При цьому для участі в голосуванні жодних перепон виявлено не було. Після подолання спротиву в парламенті жінкам Кувейту довелось чекати ще чотири роки, щоб цілком реалізувати своє право: на виборах 2009 року, після двох невдалих кампаній, чотири жінки були обрані до вищого законодавчого органу.

#### Шрі-Ланка
Шрі-Ланка (на той час — Цейлон) 1931 року першою з азійських країн надала жінкам від 21 року право голосу. Відтоді жінки відіграють важливу роль у політичному житті країни. 1960 року прем'єр-міністеркою Шрі-Ланки стала Сірімаво Бандаранаїке, перша у світі жінка на пості глави уряду. Її дочка, Чандріка Кумаратунга, 1994 року також стала прем'єр-міністреркою, а потім обрана президенткою країни, ставши четвертою жінкою у світі, яка зайняла цей пост.

#### Японія
До 1880-х років закони Японії явно не забороняли жінкам голосувати. Оскільки загальнодержавного представницького органу ще не існувало, жінки могли брати участь тільки в місцевих виборах. «Жіноче питання» було порушено на конференції представників місцевих адміністрацій 1878 року, після чого почались зміни в місцевому законодавстві на користь чоловіків. Питання було закрито на кілька десятиліть 11 лютого 1889 року, коли було ухвалено закон, що встановив майновий ценз і надав право голосувати й обиратись тільки японським чоловікам.
У період між Першою та Другою світовими війнами тиск на японок посилився. Натомість для чоловіків було скасовано майновий ценз, а жінкам було відмовлено в будь-якій політичній активності.
25 серпня 1945 року, за кілька днів до окупації Японії союзними військами, було сформовано Жіночий комітет з повоєнного облаштування. На зборах комітету 24 вересня того ж року одним з питань стало виборче право для жінок: голосування з 20 років і право обиратись з 25. Такі вимоги підтримали окупаційні сили США, що й визначило їхнє цілковите задоволення в грудні 1945.

### Північна Америка

#### Сполучені Штати Америки

Печатка Вайомінгу. Девіз штату, «Рівні права», нагадує, що Вайомінг став першою територією, де 1869 року жінки здобули виборчі права рівні з чоловіками

Лідія Тафт (до шлюбу Чапін) стала першою жінкою Колоніальної Америки, яка отримала право голосу під час трьох міських зборів Нової Англії, починаючи з 1756 в Уксбриджі, Массачусетс.
Після Американської революції жінки мали право голосу в Нью-Джерсі з 1790 до 1807 року, з урахуванням їхнього майнового становища. 1807 року це право жінки втратили.
У червні 1848 року Джерріт Сміт включив жіноче виборче право пунктом до програми Партії свободи. У липні на Конференції в Сенека-Фоллз у північному Нью-Йорку американські суфражистки та активістки Елізабет Кеді Стентон і Лукреція Мотт почали боротьбу за жіноче виборче право, що тривала 70 років (див. Декларація переконань). 1850 Люсі Стоун організувала масові Національні збори з прав жінок у Вустері, Массачусетс. Сьюзен Б. Ентоні, уродженка Рочестера, Нью-Йорк, приєдналась до руху 1852 року, прочитавши промову Стоун 1850 року. Активна борчиня за права жінок, вона об'їздила США та Європу, читаючи до ста промов щороку упродовж 45 років.
Американські суфражистки зазначали, що чорні отримали право голосу, хоч не були явно згадані в тексті Чотирнадцятої поправки (рівні громадянські права всіх осіб і право на захист закону) до Конституції США. Зокрема, Сюзен Ентоні була заарештована за спробу проголосувати. Вона відстоювала своє право, посилаючись на Чотирнадцяту поправку. Коли в Конгресі обговорювалась П'ятнадцята поправка (право голосу незалежно від раси чи попереднього перебування в рабстві), спроба поширити її на жінок не вдалася.
Перші перемоги були здобуті на територіях Вайомінгу (1869) та Юти (1870), хоч жінки Юти не мали права голосу відповідно до федерального закону Едмундса-Такера, ухваленого Конгресом 1887 року. Жіноче виборче право в Юті запроваджувалось з надією, що жінки відмовляться від полігамії, однак коли жінки полігамію підтримали, вони втратили право голосу. До кінця XIX ст. жіноче виборче право діяло в штатах Айдахо, Колорадо, Юта і Вайомінг.
Вплив суфражизму намагалися стримати арештам активісток, багатьох з них ув'язнювали. Один з наймасштабніших маршів протесту відбувся на Пенсильванія-авеню та поблизу з Білим домом напередодні інавгурації президента Вільсона. Учасниці маршу, від 5000 до 8000 осіб, зазнали нападів та образ. В результаті цього суспільна думка схилилась на користь дискримінованих жінок. Зрештою, президент Вільсон переконав Конгрес ухвалити законодавчий акт, який після ратифікації 1920 року став Дев'ятнадцятою поправкою, що забороняла дискримінацію на виборах за статевою ознакою.
Запровадження жіночого виборчого права призвело до зміни результатів виборів, оскільки жінки голосують інакше, ніж чоловіки. На федеральному рівні п'яту частину переваги демократів над республіканцями забезпечують жінки.

#### Канада
Вдови та неодружені жінки мали право голосу на місцевих виборах в Онтаріо з 1884 року. Така практика була поширена на решту провінцій Канади до кінця XIX століття, проте на провінційних виборах жінки не голосували до 1916 року, коли відповідний закон вдалось прийняти в Манітобі. На федеральному рівні процес відбувався у два етапи: 20 вересня 1917 року жінки отримали обмежене право голосу відповідно до «Закону про військових виборців», який дозволяв голосувати їм замість близьких родичів, які перебували на службі в армії; на початку 1919 року відповідно до «Закону про поширення виборчого права на жінок» право голосу отримали всі жінки. Всі провінції швидко наслідували цей приклад, за винятком Квебеку, який ухвалив відповідний закон лише 1940 року. Першою жінкою, обраною до парламенту, 1921 року стала Агнес Мак-Фейл.

### Австралія та Океанія

#### Австралія
Перші вибори до парламенту щойно утвореного Австралійського Союзу 1901 року відбувались за правилами кожного з шести штатів, що входили до його складу. Таким чином громадянки Південної та Західної Австралії мали право голосу на федеральному рівні. 1902 року Союз ухвалив власний закон про вибори, поширивши виборче право на громадянок всіх штатів. Однак закон не надавав права голосу аборигенкам, які частково мали його до 1901 року (у виборах до Парламенту штатів могли брати участь всі, хто проходили за майновим цензом, хоч серед корінного населення таких було небагато). Становище зберігалось до 16 грудня 1966 року, коли було прийнято поправку до закону про вибори (вона не була наслідком референдуму 1967 року, який надав Парламенту Союзу повноваження з питань корінного населення).

#### Нова Зеландія
Жінки Нової Зеландії боролись за свої права, натхненні Джоном Стюартом Міллем й активністю британських феміністок. Крім того, їх додатково мотивувала діяльність американського Жіночого християнського товариства тверезості. Серед чоловіків-політиків були прибічники руху: Джон Голл, Роберт Стаут, Джуліус Фогель та Вільям Фокс. 1878, 1879 та 1887 років поправки, що надавали жінкам право голосу, не були прийняті за мінімальної переваги противників. 1893 реформатори, зрештою, досягли успіху.
Хоча ліберальний уряд, що ухвалив закон, прагнув соціальних та політичних реформ, він остерігався надавати голос жінкам, побоюючись, що жінки підтримуватимуть консервативну партію. Без проблем долаючи нижню палату новозеландського парламенту, закон вкотре не був зупинений у верхній тільки завдяки політичним інтригам: в останній момент голоси на підтримку жіночого виборчого права віддали члени парламенту, які обурились тиском на законодавців прем'єр-міністра країни. В результаті закон було ухвалено 20 голосами проти 18, після чого він був підписаний генерал-губернатором і набрав чинності.
Право обиратися до парламенту новозеландки отримали тільки в 1919. 2005 року майже третину місць у Законодавчих зборах зайняли жінки. Вони також посіли високі пости прем'єр-міністерки, генерал-губернаторки, спікерки палати представників і міністерки юстиції.